# Langenharjo (Grogol)
Langenharjo is een bestuurslaag in het regentschap Sukoharjo van de provincie Midden-Java, Indonesië. Langenharjo telt 8708 inwoners (volkstelling 2010).